# Charles Howard, XI duca di Norfolk
Charles Howard, XI duca del Norfolk (15 marzo 1746 – 16 dicembre 1815), è stato un nobile e politico britannico.

## Biografia

### Infabzia
Charles era figlio di Charles Howard, X duca di Norfolk e di sua moglie, Catherine Brockholes.

### Duca di Norfolk
Egli divenne molto noto come membro del partito Whig in opposizione al governo di Giorgio III. Egli succedette al titolo paterno nel 1786 dopo la morte del genitore e spese gran parte della propria fortuna per ristrutturare e ricostruire in parte il Castello di Arundel che era parte delle proprietà della sua casata.

### Matrimoni
Egli sposò in prime nozze Marion Coppinger (figlia di John Coppinger), il 1º agosto 1767, la quale morì l'anno successivo dando alla luce un bambino. In seconde nozze egli sposò Frances Scudamore (1750–1820), unica figlia di Charles FitzRoy-Scudamore il 6 aprile 1771 a Londra. Frances divenne presto insana di mente dopo il suo matrimonio e venne fatta rinchiudere sino alla sua morte avvenuta nel 1820.
Howard, dunque, ebbe moltissime amanti nella sua lunga vita, e la più duratura di esse fu Mary Ann Gibbon (una cugina dello storico Edward Gibbon), che si pensa addirittura sia divenuta segretamente sua terza moglie e che gli abbia dato tre figli, tra cui due maschi, Matthew Howard-Gibbon e Edward Howard-Gibbon. Altro figlio illegittimo avuto da un'altra amante fu William Woods, che poi diverrà Garter Principal King of Arms.

### Carriera politica

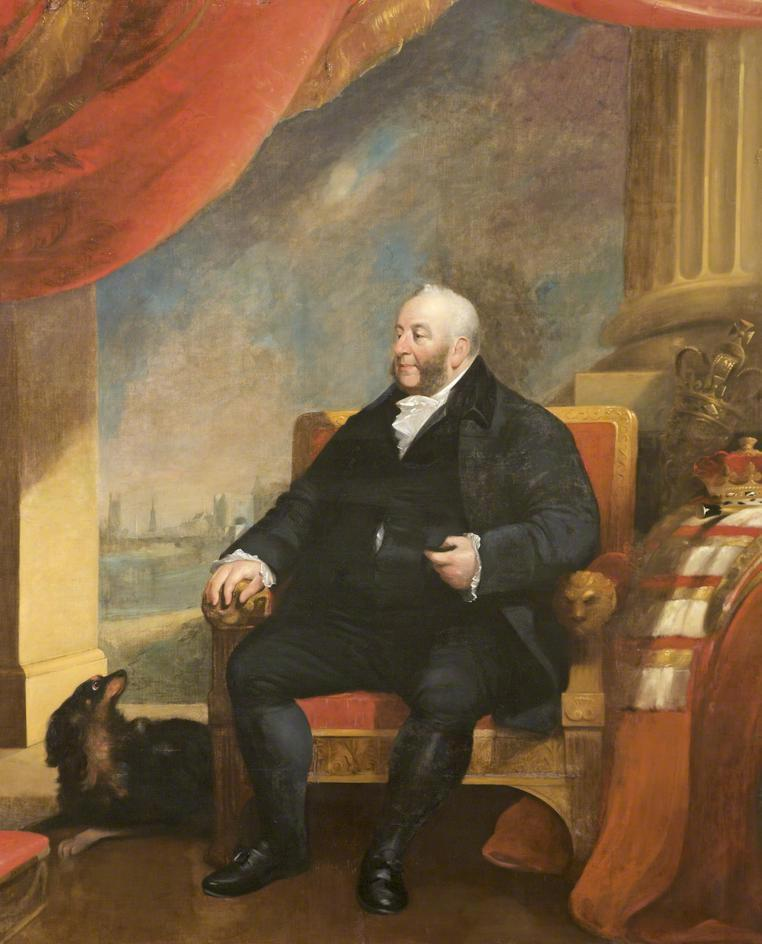
Ritratto dell'XI Duca di Norfolk in età avanzata di James Lonsdale, Gloucester City Museum & Art Gallery.

Norfolk rinnegò il cattolicesimo per iniziare una carriera politica in Gran Bretagna, pur rimanendo uno strenuo sostenitore dell'emancipazione dei cattolici e opponendosi alla guerra contro le colonie inglesi in America.
Egli sedette in parlamento dal 1780 al 1784 e divenne Lord of the Treasury nel gabinetto Portland nel 1783, e nel 1798 venne dimesso dall'incarico di Lord Luogotenente del West Riding per aver incitato il "sovrano popolo inglese" in termini non graditi alla Corona. Egli era noto inoltre per i suoi abiti sobri e per l'aspetto acqua e sapone.

### Ultimi anni e morte
Norfolk fu un grande amico di Sir Bysshe Shelley, permettendogli nel 1786 di ottenere con la sua influenza il titolo di baronetto. Shelley venne influenzato dallo spirito di Norfolk nel costruire il Castello di Goring, in stile gotico fiammeggiante, il quale è una copia parziale del Castello di Arundel, residenza dei Duchi di Norfolk.
Norfolk morì il 16 dicembre 1815 all'età di 69 anni, senza eredi riconosciuti avuti da suoi matrimoni legali. Pertanto il titolo alla sua morte passò al cugino Bernard.

## Ascendenza
|                                    |   |                   | Genitori           |  |  | Nonni |  |  | Bisnonni       |  |  | Trisnonni                                                 |  |
|                                    |   |                   |                    |  |  |       |  |  | Charles Howard |  |  | Henry Howard, XXII conte di Arundel e II conte di Norfolk |  |
|                                    |   |                   |                    |  |  |       |  |  | Charles Howard |  |  | Henry Howard, XXII conte di Arundel e II conte di Norfolk |  |
|                                    |   | Elizabeth Stewart |                    |  |  |       |  |  | Charles Howard |  |  |                                                           |  |
| Henry Charles Howard               |   |                   |                    |  |  |       |  |  | Charles Howard |  |  |                                                           |  |
|                                    |   | Mary Tattershall  | George Tattershall |  |  |       |  |  |                |  |  |                                                           |  |
|                                    |   | Mary Tattershall  | George Tattershall |  |  |       |  |  |                |  |  |                                                           |  |
|                                    |   | Mary Tattershall  | Mary Astle         |  |  |       |  |  |                |  |  |                                                           |  |
| Charles Howard, X duca di Norfolk  |   | Mary Tattershall  |                    |  |  |       |  |  |                |  |  |                                                           |  |
|                                    |   | John Aylward      | …                  |  |  |       |  |  |                |  |  |                                                           |  |
|                                    |   | John Aylward      | …                  |  |  |       |  |  |                |  |  |                                                           |  |
|                                    |   | John Aylward      | …                  |  |  |       |  |  |                |  |  |                                                           |  |
| Mary Aylward                       |   | John Aylward      |                    |  |  |       |  |  |                |  |  |                                                           |  |
|                                    |   | Helen Porter      | Mathew Porter      |  |  |       |  |  |                |  |  |                                                           |  |
|                                    |   | Helen Porter      | Mathew Porter      |  |  |       |  |  |                |  |  |                                                           |  |
|                                    |   | Helen Porter      | Marie Hors         |  |  |       |  |  |                |  |  |                                                           |  |
| Charles Howard, XI duca di Norfolk |   | Helen Porter      |                    |  |  |       |  |  |                |  |  |                                                           |  |
|                                    | … | …                 |                    |  |  |       |  |  |                |  |  |                                                           |  |
|                                    | … | …                 |                    |  |  |       |  |  |                |  |  |                                                           |  |
|                                    | … | …                 |                    |  |  |       |  |  |                |  |  |                                                           |  |
| John Brockholes                    | … |                   |                    |  |  |       |  |  |                |  |  |                                                           |  |
|                                    |   | …                 | …                  |  |  |       |  |  |                |  |  |                                                           |  |
|                                    |   | …                 | …                  |  |  |       |  |  |                |  |  |                                                           |  |
|                                    |   | …                 | …                  |  |  |       |  |  |                |  |  |                                                           |  |
| Catherine Brockholes               |   | …                 |                    |  |  |       |  |  |                |  |  |                                                           |  |
|                                    |   | …                 | …                  |  |  |       |  |  |                |  |  |                                                           |  |
|                                    |   | …                 | …                  |  |  |       |  |  |                |  |  |                                                           |  |
|                                    |   | …                 | …                  |  |  |       |  |  |                |  |  |                                                           |  |
| …                                  |   | …                 |                    |  |  |       |  |  |                |  |  |                                                           |  |
|                                    |   | …                 | …                  |  |  |       |  |  |                |  |  |                                                           |  |
|                                    |   | …                 | …                  |  |  |       |  |  |                |  |  |                                                           |  |
|                                    |   | …                 | …                  |  |  |       |  |  |                |  |  |                                                           |  |
|                                    |   | …                 |                    |  |  |       |  |  |                |  |  |                                                           |  |